# 芒廷維尤阿克雷斯 (加利福尼亞州)
維尤山英畝（英語：Mountain View Acres）是位於美國加利福尼亞州聖貝納迪諾縣的一個人口普查指定地區。

## 地理
維尤山英畝的座標為34°29′49″N 117°20′55″W / 34.49694°N 117.34861°W，而該地最高點為海拔高度937米（即3074英尺）。

## 人口
根據2010年美國人口普查的數據，維尤山英畝的面積為4.069平方千米，當中陸地面積為4.069平方千米，而水域面積為0.000平方千米。當地共有人口3130人，而人口密度為每平方千米769人。